# Dreissena
Dreissena è un genere di molluschi bivalvi della famiglia Dreissenidae

## Specie
- Dreissena bugensis Andrusov, 1897
- Dreissena polymorpha (Pallas, 1771)